# الدوري الأوروبي لكرة السلة 2013-2014
الدوري الأوروبي لكرة السلة 2013-2014 هو الموسم 14 من  الدوري الأوروبي لكرة السلة. أقيم خلال الفترة 17 أكتوبر 2013 وحتى 18 مايو 2014، والذي يشرف على تنظيمه اتحاد الدوريات الأوروبية لكرة السلة ‏، وكان عدد الأندية المشاركة فيه  24، وفاز فيه مكابي تل أبيب لكرة السلة.